# The Story of William Tell
 (juillet 2025).
Pour plus de détails, voir Fiche technique et Distribution.
The Story of William Tell est un film inachevé, court métrage britannico-italien réalisé par Jack Cardiff, tourné en 1953.

## Fiche technique
- Titre : The Story of William Tell
- Réalisation : Jack Cardiff, assisté de Bernard Vorhaus
- Scénario : John Dighton et Errol Flynn d'après Friedrich Schiller
- Production : Errol Flynn, Adolfo Fossataro et Barry Mahon
- Musique : Mario Nascimbene
- Photographie : Jack Cardiff
- Costumes : Vittorio Nino Novarese
- Pays d'origine : Royaume-Uni - Italie
- Format : Couleurs
- Genre : Court métrage, aventure
- Durée : 30 minutes
- Date de sortie : prévue initialement pour 1954, film inachevé.

## Distribution
- Errol Flynn : William Tell
- Waltraut Haas : Mary
- Massimo Serato : Hermann Gessler
- Bruce Cabot : Capitaine Jost
- Franco Interlenghi : Hans
- Antonella Lualdi : Anna Walden
- Aldo Fabrizi